# FN MAG
La FN MAG 58 est une mitrailleuse polyvalente conçue en 1957 à la FN Herstal par Ernest Vervier, et fabriquée par la FN Herstal depuis 1958.
La dénomination « MAG » est l'acronyme de :
- « mitrailleuse d'appui général »[3],[4] , acronyme originel de la MAG 58 ;
- « mitrailleuse d'appui général »[5], acronyme adopté plus tard pour la MAG 58 afin de coller à la traduction de la dénomination anglaise de GPMG General Purpose Machine Gun.

Cette appellation est due au fonctionnement particulier de cette mitrailleuse, par emprunt des gaz de combustion.
Elle a été utilisée par plus de 80 pays, et a été fabriquée sous licence dans plusieurs pays, dont l’Argentine, le Canada (sous le nom de C6 GPMG), l’Égypte, l’Inde et le Royaume-Uni.
La FN MAG utilise des bandes de  200 cartouches (généralement fragmentées en bandes de 50 pour faciliter le transport par les hommes) qui peuvent s'utiliser tenues ou pendantes, ou encore dans des boites en plastique rigide, ou pochettes en tissu souple.

## Histoire

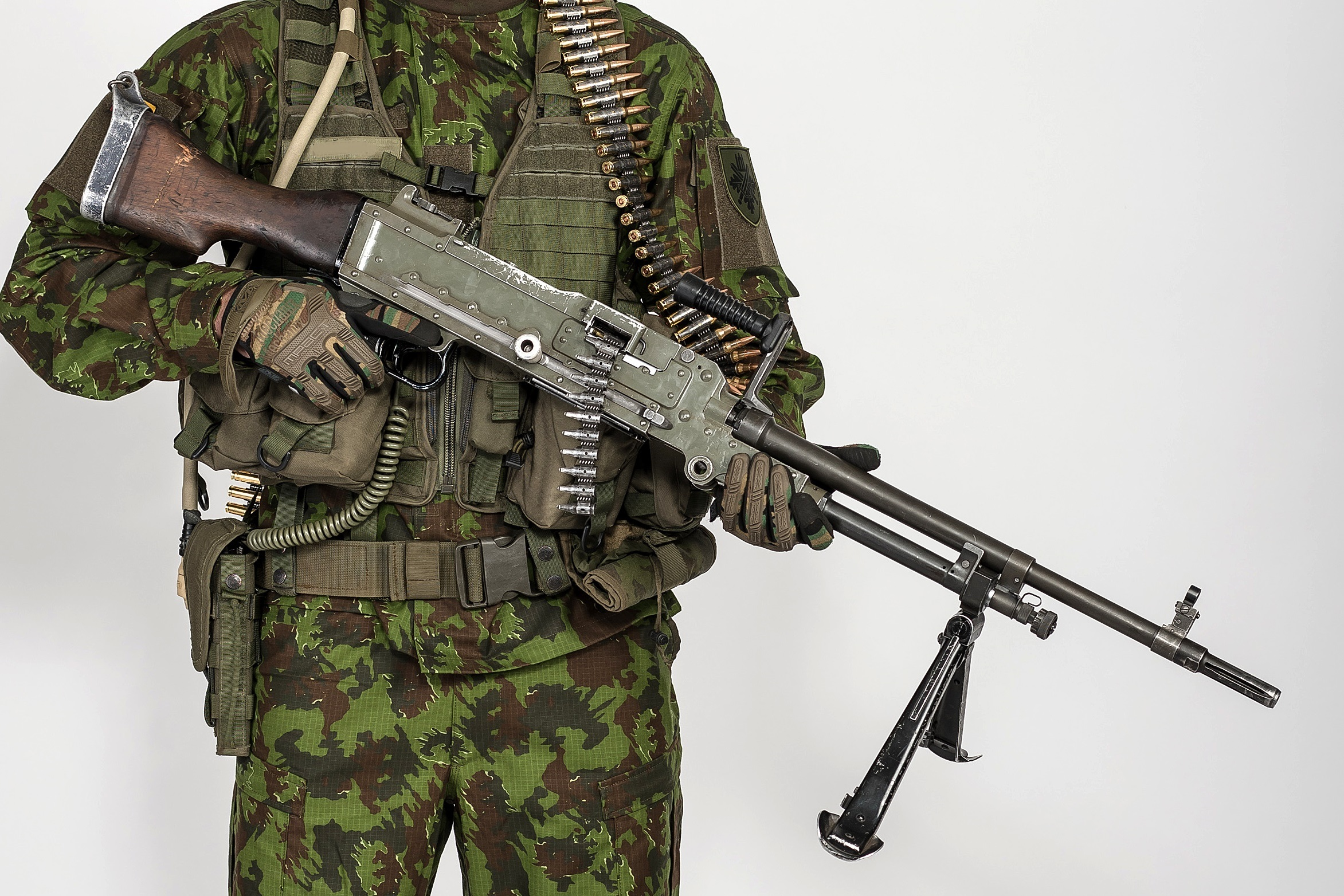
Soldat lituanien équipé d'une FN MAG.

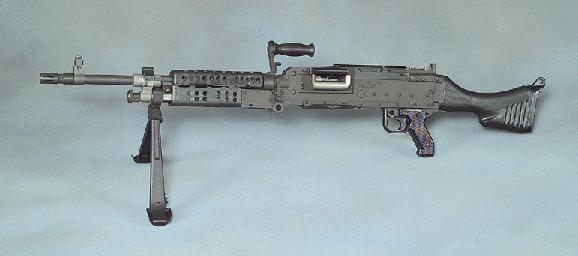
La M240 : une FN MAG modifiée pour l'US Army : sa masse à vide variant de 10 kg pour une longueur de 1,04 m selon les versions.

Après la Seconde Guerre mondiale, l’armée suédoise, qui utilisait deux versions 6,5 × 55 mm du fusil automatique Browning (BAR) depuis les années 1920, voulait les remplacer par une version alimentée par ceinture. FFV-Carl Gustaf a essayé de concevoir un dérivé, mais leur mécanisme d’alimentation par ceinture (placé sous l’action, comme sur le BAR) n’a pas passé les essais militaires.  
Par conséquent, FN Herstal a été approché, et les concepteurs belges ont eu l’idée de retourner l’action BAR et de l’accoupler avec le mécanisme d’alimentation par courroie éprouvé sur les MG34 et MG42.  
Le travail a été commencé à la fin des années 1940 par Dieudonné Saive et terminé par Ernest Vervier en 1953, avec des essais suédois commençant en 1955.

## Conception et fonctionnement

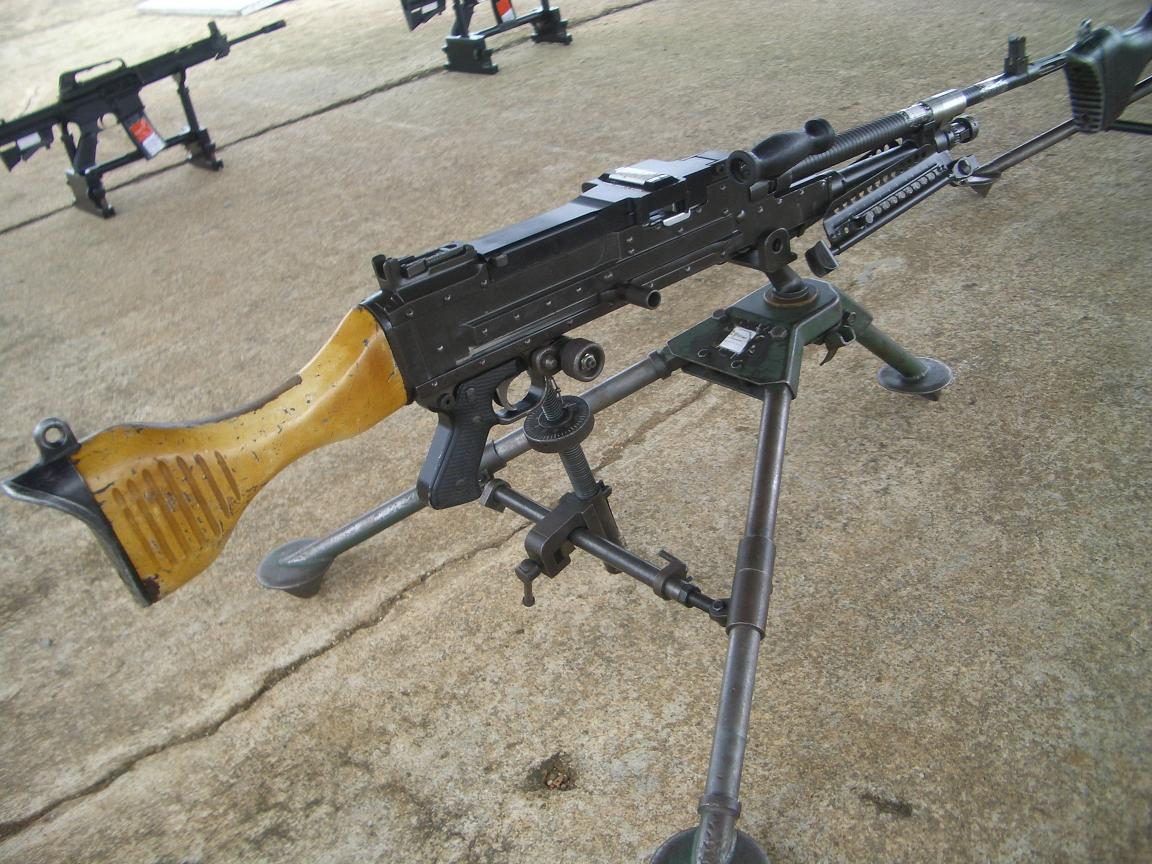
La mitrailleuse Type 74 : copie taïwanaise de la MAG. Elle mesure 1.26 m pour une masse de 12.1 kg en version infanterie.

La FN MAG est une arme automatique qui fonctionne à culasse ouverte, par emprunt des gaz au niveau de la frette du canon. Les gaz passent par un évent dans le canon, puis le régulateur des gaz et poussent le piston connecté à la glissière.
Le régulateur des gaz permet de régler la cadence de tir :
- en position minimale : 650 - 750 cpm ;
- en position maximale : ≥ 900 cpm.

La culasse est verrouillée à l’aide d’un mécanisme de verrouillage (verrou) inclinable verticalement vers le bas. Ce système de verrou relie la glissière à la culasse. La surface d’appui du verrou est située dans la carcasse.
L'arme, refroidie par air, est pourvue d'un canon interchangeable. Elle est généralement livrée avec deux canons ce qui permet de tirer avec l'un pendant que l'autre refroidit. Le constructeur recommande ainsi de changer le canon tous les 200 coups à cadence maximale.
Le canon est équipé d’une poignée (pouvant être raccourcie sur les versions coax) reliée au système de verrouillage du canon et permettant un changement rapide du canon, il est pourvu d’un cache-flammes à évents, d’un support guidon avec son guidon et d’un régulateur de gaz placé au niveau de la frette. La chambre et l’âme du canon sont chromées pour une durée de vie accrue. Le canon possède quatre rainures droitières au pas de 305 mm (1/12" ).
L'arme est alimentée par la gauche à l’aide de bande à maillons détachables M13 généralement en boite standard de 200 coups ou plus. Elle existe également avec couloir d'alimentation pour maillons DM1 non détachables pour des pays non OTAN. Pour certaines utilisations, notamment sur hélicoptère, la FN MAG existe avec une alimentation par la droite.
La MAG utilise une série de concepts éprouvés par d’autres armes à feu à succès, par exemple le mécanisme de verrouillage est calqué sur celui du  fusil-mitrailleur Browning BAR M1918, que FN a produit sous licence avec quelques adaptations, et les mécanismes d’alimentation et de déclenchement proviennent des mitrailleuses MG34 et MG42 de l'armée allemande durant la Seconde Guerre mondiale.
La MAG est équipée d’une sûreté dans la sous-garde, cette sûreté ne peut être placée que lorsque la MAG est armée.
La FN MAG 58 actuelle a subi quelques améliorations, notamment la gâchette double bec qui garantit l'accrochage de la glissière dans de mauvaises conditions, la crosse plastique, le couvercle d'alimentation avec rail Picatinny usiné, etc., et récemment, le couloir d'alimentation à cliquets de retenue de bande afin de faciliter le placement de celle-ci ainsi que l'intégration d'un FN-Smartcore, système d'enregistrement numérique du nombre de coups tirés ainsi que des cadences et régimes de tir, qui est soit intégré dans la poignée de sous-garde pour les versions infanterie, soit fixé sur le côté gauche de la carcasse pour la version destinée à la tourelle téléopérée DeFNder.
| Données techniques        |                                             |                                       |
| Dimensions et masses      |                                             |                                       |
| Longueur totale           | Avec cache-flamme                           | ~ 1 235 mm                            |
| Largeur                   | Bipied replié                               | ~ 160 mm                              |
| Bipied déplié             |                                             | ~ 408 mm                              |
| Hauteur                   | Bipied replié                               | ~ 225 mm                              |
| Bipied déplié             |                                             | ~ 318 mm                              |
| Masse                     | Vide                                        | ~ 11,8 kg                             |
| Données de fonctionnement |                                             |                                       |
| fonctionnement            | Par emprunt de gaz                          | Par emprunt de gaz                    |
| Calibre                   | 7,62 x 51 mm OTAN                           | 7,62 x 51 mm OTAN                     |
| Mode de tir               | Automatique                                 | Automatique                           |
| Longueur du canon         | ~ 630 mm                                    | ~ 630 mm                              |
| Masse du canon            | ~ 3 kg (avec cache-flamme et poignée)       | ~ 3 kg (avec cache-flamme et poignée) |
| Longueur rayée            | ~ 488 mm                                    | ~ 488 mm                              |
| Cadence de tir            |                                             |                                       |
| cyclique                  | Régulateur des gaz en position minimale (*) | 650 - 750 cpm                         |
| cyclique                  | Régulateur des gaz en position maximale     | ≥ 900 cpm                             |
|                           | (*) Positions 1, 2 et 3                     |                                       |
| Balistique                |                                             |                                       |
| Vitesse à la bouche       | Ball SS77/1                                 | ~ 834 m/s                             |
| Vitesse à la bouche       | Traçante L78                                | ~ 828 m/s                             |
| Vitesse à la bouche       | À blanc                                     | --                                    |
| Portée maximale           | Ball SS77/1                                 | ~ 4 130 m                             |
| Portée maximale           | Traçante L78                                | ~ 4 130 m                             |
| Portée maximale           | À blanc                                     | --                                    |

## Versions FN MAG 58
La  FN MAG 58 existe dans différentes versions :
- dans sa version infanterie, la FN MAG 58 (modèle 60-20) est pourvue d'un bipied , d'une crosse et, actuellement, d'un couvercle d'alimentation avec rail Picatinny[10]. Cette version peut être montée sur un trépied, sur l'affut d'un véhicule ou sur station téléopérée DeFNder [11] ;
- dans sa version montée (hélicoptère ou autre), dénommée FN MAG 58M (modèle 60-30), la crosse est remplacée par un bloc postérieur à double poignée, et une grille de visée est ajoutée sur le canon[12] ;
- dans ses versions Coax, la FN MAG 58 (modèle 60-40) est adaptée à la tourelle dans laquelle elle est montée. Ces versions sont dépourvues de système mécanique de visée, le régulateur des gaz est spécifique (régulateur par admission et non par éjection des gaz afin de réduire les résidus de tir dans la tourelle), la crosse est remplacée par un bloc postérieur, la manette d'armement peut-être standard ou complètement modifiée (parfois sous forme de câble avec poignée), la poignée pistolet est parfois raccourcie et peut être équipée d'un solénoïde (parfois sur monté sur l’affût) pour la mise à feu via les commandes de la tourelle.

## Variantes produites hors de Belgique
En plus de la FN, l'Argentine, l'Égypte, les États-Unis, la Grande-Bretagne, l'Inde, l'Indonésie, Singapour et Taïwan la produisent pour armer leurs soldats et/ou pour l'exportation.

### Une MAG suédoise: la Ksp 58

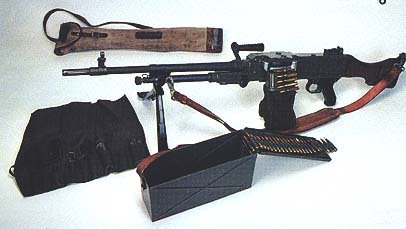
Une FN MAG produite en Suède : la Ksp 58.

En 1958, l'armée suédoise adopte la MAG mais chambrée dans son calibre national (le 6,5 mm Mauser) sous le nom de Ksp 58. Rapidement cependant, elle convertit ses armes en 7,62 OTAN (Ksp 58 B) puis en dérive une version pour char (Ksp 58 Strv). Enfin, les Suédois créent récemment une version compacte : la Ksp 58D.

### Une MAG britannique: la L7
De même, le Royaume-Uni fabriqua des versions légèrement modifiées de la mitrailleuse liégeoise pour son infanterie (L7), ses hélicoptères et ses blindés à partir de 1961.

### Variantes de la L7 en service au Royaume-Uni
| Désignation | Description |
| ----------- | --- |
| L7A1        | FN MAG avec une crosse et un cache-flamme modifiés                                                                              |
| L7A2        | Variante de la L7A1 ; mécanisme d'alimentation amélioré et boîtier pour bandes de 50 coups                                      |
| L8A1        | Variante de la L7A1 démunie de crosse                                                                                           |
| L8A2        | Variante de la L8A1 ; mécanisme d'alimentation amélioré                                                                         |
| L19A1       | Variante de la L7A1 ; canon lourd                                                                                               |
| L20A1       | Variante de la L7A1 ; sans crosse pour être montée sur les nacelles pour hélicoptère                                            |
| L20A2       | Variante de la L8A2 ; mécanisme d'alimentation amélioré                                                                         |
| L37A1       | L8A1 équipée d'une crosse et d'un bipied pour être utilisée en mitrailleuse d'infanterie                                        |
| L37A2       | Variante de la L37A1 basée sur la L8A2                                                                                          |
| L43A1       | Variante de la L7A1 ; conçue pour armer le char léger FV-101 Scorpion à la fois comme mitrailleuse coaxiale et arme de pointage |
| L44A1       | Variante de la L20A1 ; utilisée par la Royal Navy                                                                               |

### Une MAG Canadienne: la C6 et la C6A1
Colt Canada fabrique des versions légèrement modifiées de la mitrailleuse FN MAG pour ses forces armées sous la dénomination de C6 et une version modernisée C6A1 depuis 2019

### La mitrailleuse T-74: la FN MAG taïwanaise
Pour le compte de l'armée de la république de Chine, les Arsenaux taïwanais ont produit la mitrailleuse Type 74. Cette FN MAG, produite sous licence belge est entrée en service en 1985. Son bipied est emprunté à la M60 ; permettant de l'identifier aisément. La mitrailleuse T-74 a également été retenue par l'armée jordanienne.

## La FN M240: quand la MAG remplace la M60
En 1977, les blindés américains sont dotés de mitrailleuses M240, construites par la FN America, filiale américaine de la firme belge. Une nouvelle version destinée à être montée de façon coaxiale (alimentée par la gauche) prend le nom de 240C. Les M240 et M240C équipent ainsi les différentes versions du char M1 Abrams.
Au début des années 1990, l'infanterie de l'U.S Army adopta la FN MAG pour remplacer une partie de ses M60 sous le nom de M240G, puis par la M240B plus moderne et avec amortisseur hydraulique. Une version allégée est depuis entrée en service dans les années 2000 sous le nom de M240L.
Puis l'US Marine Corps emboîte le pas de l'U.S .Army avec la M240G, plus légère que la M240B. Les 240D/H sont destinées au montage sur hélicoptères.
L'infanterie américaine utilise cette arme en binôme. À la fin des années 2000, il se compose d'un Machine Gunner emportant, pour une mission de trois jours, la mitrailleuse M240L, 300 munitions de 7,62 mm, une monoculaire de vision nocturne PVS-14, un pistolet M9 avec 3 chargeurs de 15 balles de 9 × 19 mm Parabellum épaulé par un Assistant Gunner emportant 400 coups de 7,62 mm, une monoculaire de vision nocturne PVS-14, le trépied, un canon de rechange, et un fusil Colt M4 avec 7 chargeurs de 30 cartouches de 5,56 × 45 mm Otan. A cette date, une compagnie d'infanterie légère américaine a 6 mitrailleuses en dotation.

## Un succès à l'exportation

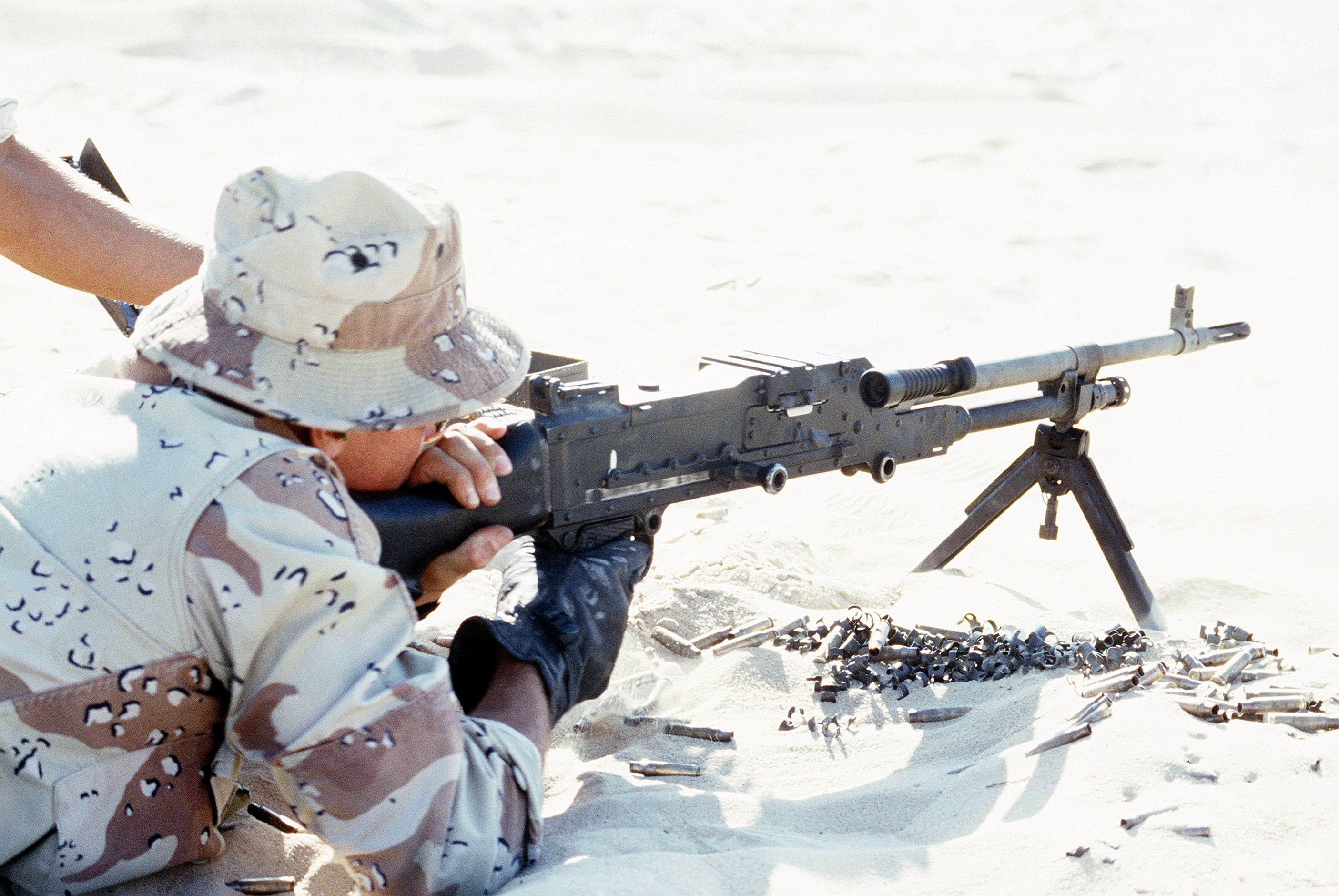
Marine américain servant une GPMG L7A2 britannique durant l'opération Bouclier du désert.

La MAG/L7 rencontre un réel succès  à l'exportation : plus de 80 armées en sont équipées.
| Afrique | Amérique | Asie | Europe | Océanie                                                    |
| --- | --- | --- | --- | ---------------------------------------------------------- |
| - Maroc - Burundi - Afrique du Sud - Botswana - Cameroun - Gambie - Ghana - Kenya - Lesotho - Malawi - Maurice - Mozambique - Namibie - Nigeria - Ouganda - Seychelles - Sierra Leone - Eswatini - Tanzanie - Zambie | - Antigua-et-Barbuda - Bahamas - Barbade - Belize - Canada - Dominique - États-Unis - Grenade - Guyana - Jamaïque - Saint-Christophe-et-Niévès - Sainte-Lucie - Saint-Vincent-et-les-Grenadines - Trinité-et-Tobago | - Bangladesh - Brunei - Cambodge - Inde - Israël - Japon - Jordanie - Liban - Malaisie - Maldives - Pakistan - Singapour - Sri Lanka - Taïwan | - Autriche - Belgique - Chypre - Croatie - Estonie - France - Lituanie - Luxembourg - Malte - Pays-Bas - Pologne - Royaume-Uni | - Australie - Nouvelle-Zélande - Papouasie-Nouvelle-Guinée |
| Notes 1. 2. 3. 4. | | | |                                                            |

## La FN MAG au combat et contre les civils
Avec plus de  150 000 MAG, L7 et autres M240 produites, la mitrailleuse belge a été utilisée dans de nombreux conflits  à travers le monde et l'histoire incluant la crise  congolaise (1960-1967), la guerre de la Brousse en Rhodésie du Sud (1965-1979), la guerre de la frontière sud-africaine (1966-1990), la guerre des Six Jours (1967), la guerre du Kippour (1973) ou  le conflit frontalier entre le Cambodge et la Thaïlande (2008); l'armée française s'en servant en Centrafrique (Opération Sangaris) puis au Mali (Opération Serval puis Opération Barkhane) dans les années 2010. Le conflit nord-irlandais  (1969-1998), la guerre des Falklands (1982) ou l'opération Barras (durant la guerre civile sierra-léonaise en 2000) ont vu l'emploi des L7.
Selon Forensic Architecture, c’est une mitrailleuse FN MAG équipant un char Merkava qui a tué Hind Rajab, une Palestinienne de 5 ans et sa famille, le 29 janvier 2024,.